# Mingw-w64
Mingw-w64 (oder Mingw64) ist eine Portierung der Entwicklerwerkzeuge GNU Compiler Collection (GCC) und GNU Debugger (GDB) um Windows PE-Anwendungen erstellen zu können. Es ist zu unterscheiden von dem konkurrierenden Projekt MinGW. Mingw64 entstand 2005–2008 teils durch Reinraum-Neuimplementierung, teils als Fork von Mingw.
Mingw-w64 enthält eine Sammlung von Windows-Headerdateien (Windows-API) für die native Windows-Entwicklung. Es wird oft in Kombination mit MSYS2 verwendet. Dieses stellt in Windows eine Unix-artige Shell zur Verfügung, in der unter anderem configure-Skripte gestartet werden können. Es ist auch eine Version als Cross-Compiler erhältlich, mit der man unter Linux Programme für Windows und umgekehrt erstellen kann.
Mingw-w64 auf Windows unterstützt die Programmiersprachen Fortran, C und C++. Per Cross-Kompilation von Linux werden weitere Sprachen unterstützt: Ada, Objective-C und OCaml.
Mingw-w64 bietet eine Win32-API-Implementierung, einschließlich:
- bessere C99-Unterstützung
- POSIX Threads (pthreads)-Unterstützung (einschließlich der Möglichkeit C++11-Thread-bezogene Funktionalität in GCCs libstdc++ zu aktivieren)
- GCC-Multilib, die es Nutzern erlaubt 32-Bit- und 64-Bit-Bibliotheken parallel zu installieren
- Unicode-Einstiegspunkt (wmain/wWinMain)
- DDK (von ReactOS)
- DirectX (von Wine)
- Large File Support
- Win64-Unterstützung
- Strukturierte Ausnahmebehandlung (SEH) anstatt DWARF oder sjlj auf x86-64 (von gcc 4.8+)
- Einige nützliche Werkzeuge, wie gendef (einer verbesserten Version von MinGWs pexports-Werkzeug) und widl (einem MIDL-Compiler von Wine).